# 川柳 (日本文學)
川柳是日文定型詩的其中一種，與俳句一樣，也是17個音節，按照5、7、5的順序排列。

## 特徵
以口語為主。沒有季語、助動詞（切れ字）的限制，比較自由，多用於表達心情，或者諷刺政治或時事。
江戶時代，吳陵軒可有在柄井川柳所選出的句子中選出，並於《誹風柳多留》刊行，因而得名。而在同一時期，有很多描寫人情的微妙、心的變化的詩句。柄井川柳死後，每年都會刊行《誹風柳多留》，直到幕末（1838年、天保9年）為止，一共刊行了167編。18世紀末的寬政改革下，《誹風柳多留》受到审查，並移除政治、博打、好色等破壞風氣的詩句。

## 歷史
初代川柳歿後，失去了由前句附興行至選句集「柳多留」的雙層選拔系統，使俳句界的形式逐漸加強，選者、老手作者都變得隨意，「柳多留」、俳句會發表雜誌的作用也失去了。
不過，在四世川柳命名的「俳風狂句」時代，以文化文政期江戶町人文化為背景變得盛行。四世川柳的門生－九州平戶6萬3千石大名松浦靜山（柳號：松山、流水、柳水）、葛飾北齋（柳號：卍）、都都逸的創始者－都都逸坊扇歌、「偐紫田舎源氏」的作者柳亭種彥（柳號：木卯）等等，當時一流的知識分子的作品被稱為狂句，內容上也很有意思的。此外，在天保狂句期間，此盛況到達頂端。
可是，在天保改革的前後，四世川柳聲稱公職的妨礙，被要求辭去川柳號，將五世川柳讓給佃島魚問屋－腥齋佃（水谷金庫），自己則成為「柳老翁」。在天保改革的風俗取締的影響下，狂句界也被嚴密管理。為了可以繼續保留狂句，五世川柳在內容上起了變化：加入了「柳風式法」、「句案十體」等的規範，內容也改以忠孝、仁義、報恩等教化為主。這成為在宗旨自由表現的川柳，變成玩弄字詞墮落的原因。
1902年至1903年（明治35年～36年），阪井久良伎受到正岡子規的短歌、俳句改革的影響，川柳改革的意識高漲起來。翌年，井上劍花坊在報紙《日本》中，得到《新題柳樽》專欄，是一大成功。新勃興的「新川柳」，也成功取代了柳風狂句。他們也被特別稱為「川柳振興之祖」。 
自此以後，川柳的作風，由江戶的客觀視點，改變為「新川柳」作家的內心態度的視點。此外，新川柳和無產者思想結合，產生純詩作式之類的事，因此川柳的表現領域十分廣泛。 
由戰中到戰後，被稱為六大家的「振興之祖」的下一代出現，在全國牽起很大風波，產生了許多川柳家。